# Costus tappenbeckianus
Costus tappenbeckianus är en enhjärtbladig växtart som beskrevs av Josias Braun-Blanquet och Karl Moritz Schumann. Costus tappenbeckianus ingår i släktet Costus och familjen Costaceae. Inga underarter finns listade.

## Bildgalleri

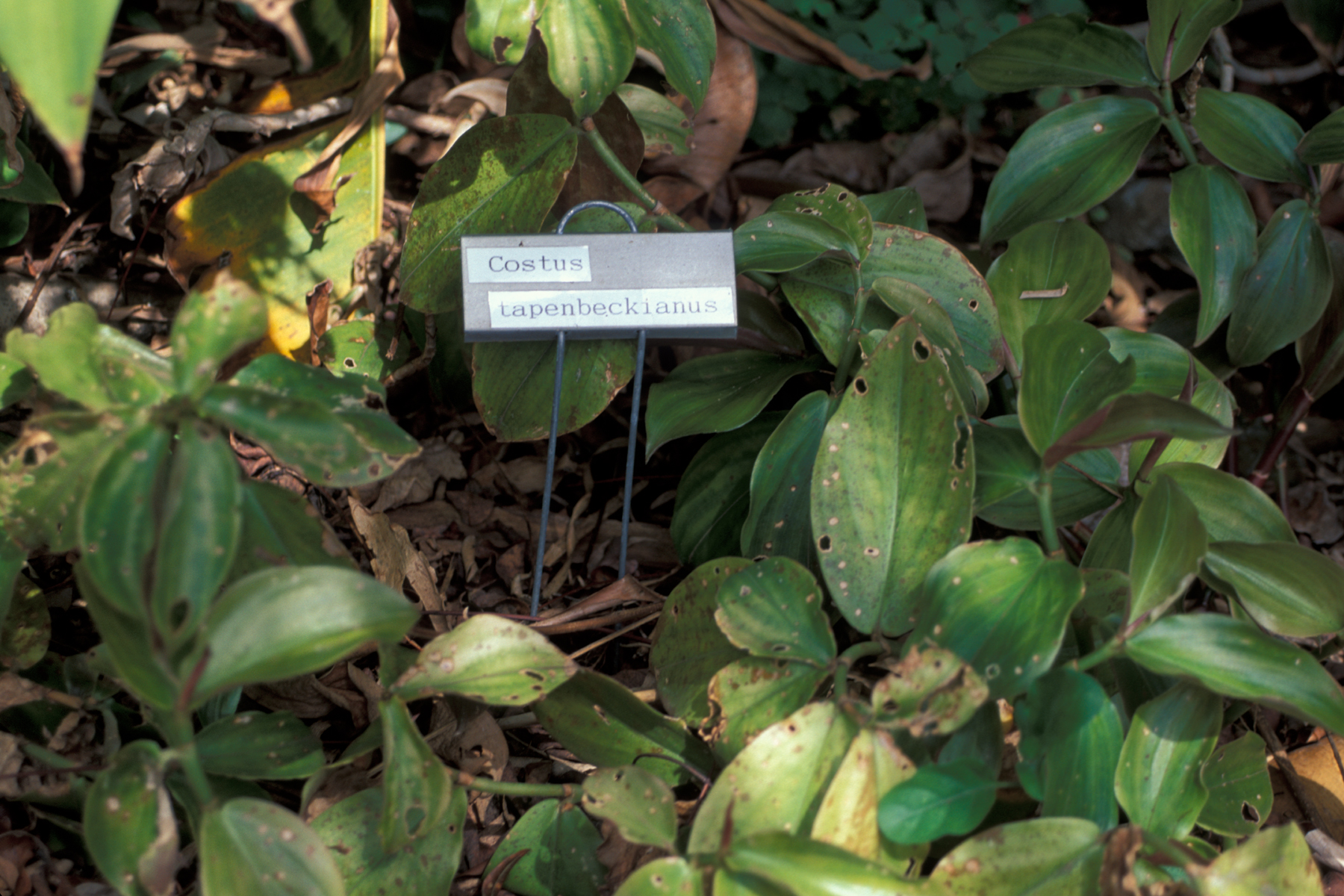